# Liste der denkmalgeschützten Objekte in Mönchhof
Die Liste der denkmalgeschützten Objekte in Mönchhof enthält die 15 denkmalgeschützten, unbeweglichen Objekte der Gemeinde Mönchhof im Burgenland (Bezirk Neusiedl am See).

## Denkmäler
| Foto |                 | Denkmal                                                         | Standort                                                  | Beschreibung | Metadaten |
| ---- | --------------- | --------------------------------------------------------------- | --------------------------------------------------------- | --- | --- |
| ja   | Datei hochladen | Wegkreuz HERIS-ID: 9992 Objekt-ID: 6043                         | Am Kurzberg Standort KG: Mönchhof                         | Der Vierkantpfeiler mit Schuppenornament und Steinkreuz stammt aus der 1. Hälfte des 18. Jahrhunderts. Er steht in den Weinbergen nordwestlich des Ortes. | BDA-Hist.: Q38054277 Status: Bescheid Stand der BDA-Liste: 2025-06-30 Name: Wegkreuz GstNr.: 3246                                                     |
| ja   | Datei hochladen | Lichtsäule HERIS-ID: 9985 Objekt-ID: 6036                       | bei Bahngasse 1b Standort KG: Mönchhof                    | Ein Tabernakelpfeiler mit Pyramidenhelm aus dem Jahr 1622. | BDA-Hist.: Q38054032 Status: Bescheid Stand der BDA-Liste: 2025-06-30 Name: Lichtsäule GstNr.: 1018/5                                                 |
| ja   | Datei hochladen | Friedhofskreuz HERIS-ID: 9988 Objekt-ID: 6039                   | Friedhofgasse, auf dem Ortsfriedhof Standort KG: Mönchhof | Das steinerne Friedhofskreuz mit schöner Pietà ist mit 1773 bezeichnet. Sein Sockel zeigt ein Relief des Fegefeuers. | BDA-Hist.: Q38054122 Status: § 2a Stand der BDA-Liste: 2025-06-30 Name: Friedhofskreuz GstNr.: 621                                                    |
| ja   | Datei hochladen | Wehrturm HERIS-ID: 9981 Objekt-ID: 6032                         | gegenüber Hauptgasse 7 Standort KG: Mönchhof              | Ein quadratischer Turm mit der Inschrift 1669; vermutlich der Rest der ehemaligen Pfarrkirche. | BDA-Hist.: Q38053890 Status: § 2a Stand der BDA-Liste: 2025-06-30 Name: Wehrturm GstNr.: 17/2                                                         |
| ja   | Datei hochladen | Befestigungsanlage HERIS-ID: 9983 Objekt-ID: 6034               | bei Kirchenplatz 1 Standort KG: Mönchhof                  | Die Befestigungsanlage stammt aus dem 15. und 16. Jahrhundert. Sie ging ursprünglich weiter Richtung Westen und verlief um das gesamte Areal der Kirche. Heute ist sie noch auf der Südseite des Kirchhügels erhalten. Das Zwickelmauerwerk mit Schießscharten ist inhomogen und abschnittsweise erneuert. An der Außenseite ist die Mauer verputzt und durch schräge Stützen abgestützt. Der Kirchenplatz wurde um die Mitte des 19. Jahrhunderts durch eine westlich verlaufende Mauer abgetrennt, Das schmiedeeiserne Gitter des Zugangstores stammt aus dem Jahr 1847. | BDA-Hist.: Q38053999 Status: § 2a Stand der BDA-Liste: 2025-06-30 Name: Befestigungsanlage GstNr.: 4                                                  |
| ja   | Datei hochladen | Lindtnerkreuz HERIS-ID: 9989 Objekt-ID: 6040                    | bei Kirchenplatz 11a Standort KG: Mönchhof                | Beschriftung: Gewidmet anlässlich der tausendjährigen Jubelfeier Ungarns von Jakob und Anna Lindtner 1896. | BDA-Hist.: Q38054169 Status: § 2a Stand der BDA-Liste: 2025-06-30 Name: Lindtnerkreuz GstNr.: 428/1                                                   |
| ja   | Datei hochladen | Kath. Pfarrkirche hl. Magdalena HERIS-ID: 9978 Objekt-ID: 6029  | Kirchenplatz 1 Standort KG: Mönchhof                      | Nachdem die Vorgängerkirche, die urkundlich 1240 erwähnt wurde, beim Türkenkrieg 1683 zerstört wurde, erfolgte ein barocker Neubau in den Jahren 1729 bis 1734. Die Einrichtung stammt aus der Bauzeit. Der Hochaltar wurde von Elias Hügel, der auch die Bauleitung des Kirchenbaues innehatte, errichtet. Das Hochaltarbild ist ein Werk von Martino Altomonte. | BDA-Hist.: Q23689794 Status: § 2a Stand der BDA-Liste: 2025-06-30 Name: Kath. Pfarrkirche hl. Magdalena GstNr.: 1 Pfarrkirche hl. Magdalena, Mönchhof |
| ja   | Datei hochladen | Ehem. Kloster, Pfarrhof HERIS-ID: 9979 Objekt-ID: 6030          | am Kirchenplatz Standort KG: Mönchhof                     | Ein zweigeschoßiger, zweiflügeliger Bau, der ab 1729 errichtet wurde. | BDA-Hist.: Q38053812 Status: § 2a Stand der BDA-Liste: 2025-06-30 Name: Ehem. Kloster, Pfarrhof GstNr.: 3/1, 2                                        |
| ja   | Datei hochladen | Pest-/Dreifaltigkeitssäule HERIS-ID: 9986 Objekt-ID: 6037       | bei Kirchenplatz 1 Standort KG: Mönchhof                  | Eine Trinitasgruppe auf einem Vierkantpfeiler mit Schuppenornament; datiert mit 1714. | BDA-Hist.: Q38054050 Status: § 2a Stand der BDA-Liste: 2025-06-30 Name: Pest-/Dreifaltigkeitssäule GstNr.: 4                                          |
| ja   | Datei hochladen | Granarium HERIS-ID: 9982 Objekt-ID: 6033                        | Kirchenplatz 3 Standort KG: Mönchhof                      | Der zweigeschoßige Speicherbau mit Krüppelwalmgiebel stammt aus dem 18. Jahrhundert. | BDA-Hist.: Q38053950 Status: § 2a Stand der BDA-Liste: 2025-06-30 Name: Granarium GstNr.: 346/2                                                       |
| ja   | Datei hochladen | Figurenbildstock Heiliger Wandel HERIS-ID: 9990 Objekt-ID: 6041 | bei Raiffeisenplatz 5 Standort KG: Mönchhof               | Eine barocke Steinfigurengruppe auf einer toskanischen Säule. | BDA-Hist.: Q38054194 Status: § 2a Stand der BDA-Liste: 2025-06-30 Name: Figurenbildstock Heiliger Wandel GstNr.: 8/5                                  |
| ja   | Datei hochladen | Cholerakapelle (Kreuzkapelle) HERIS-ID: 9980 Objekt-ID: 6031    | Sandhöhe 37 Standort KG: Mönchhof                         | Die Kapelle wurde 1838 errichtet, der Turm wurde 1861 angebaut. | BDA-Hist.: Q38053860 Status: § 2a Stand der BDA-Liste: 2025-06-30 Name: Cholerakapelle (Kreuzkapelle) GstNr.: 4324 Cholerakapelle Mönchhof            |
| ja   | Datei hochladen | Lichtsäule, sog. Engelskreuz HERIS-ID: 9984 Objekt-ID: 6035     | bei Wiener Straße 2 Standort KG: Mönchhof                 | Ein Bildstock aus dem 15. Jahrhundert beim Kreisverkehr zur Sandhöhe. Ein Vierkantpfeiler mit Steinhelm und Tabernakel, in dem sich eine kleine Engelsfigur befindet. | BDA-Hist.: Q38054017 Status: § 2a Stand der BDA-Liste: 2025-06-30 Name: Lichtsäule, sog. Engelskreuz GstNr.: 399/1                                    |
| ja   | Datei hochladen | Kreuzsäule, Hotterkreuz HERIS-ID: 9991 Objekt-ID: 6042          | Standort KG: Mönchhof                                     | Die Kreuzsäule an der Straße nach Gols ist mit 1722 bezeichnet. Der Name verweist darauf, dass sie die Gemeindegrenze (Hotter) markiert. | BDA-Hist.: Q38054244 Status: § 2a Stand der BDA-Liste: 2025-06-30 Name: Kreuzsäule, Hotterkreuz GstNr.: 3217/1                                        |
| ja   | Datei hochladen | Wegkreuz HERIS-ID: 9987 Objekt-ID: 6038                         | Standort KG: Mönchhof                                     | Das Wegkreuz mit übertünchter Inschrift stammt aus dem 17. Jahrhundert und steht nahe der Bahnlinie. | BDA-Hist.: Q38054085 Status: Bescheid Stand der BDA-Liste: 2025-06-30 Name: Wegkreuz GstNr.: 950/2                                                    |